# Коукал андаманський

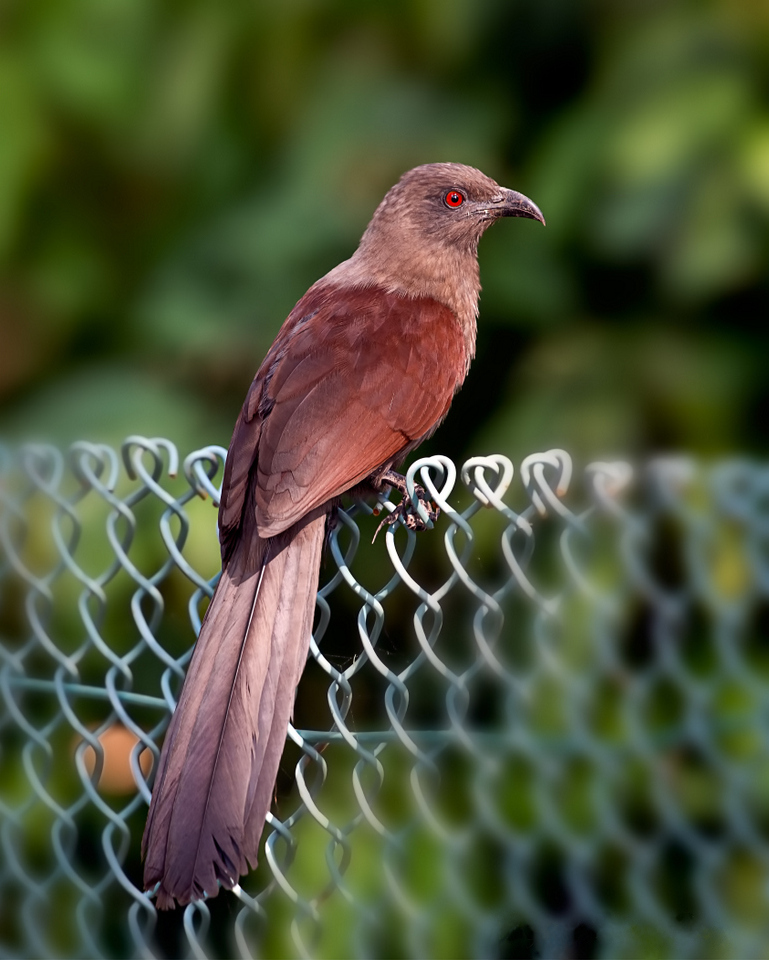
Андаманський коукал

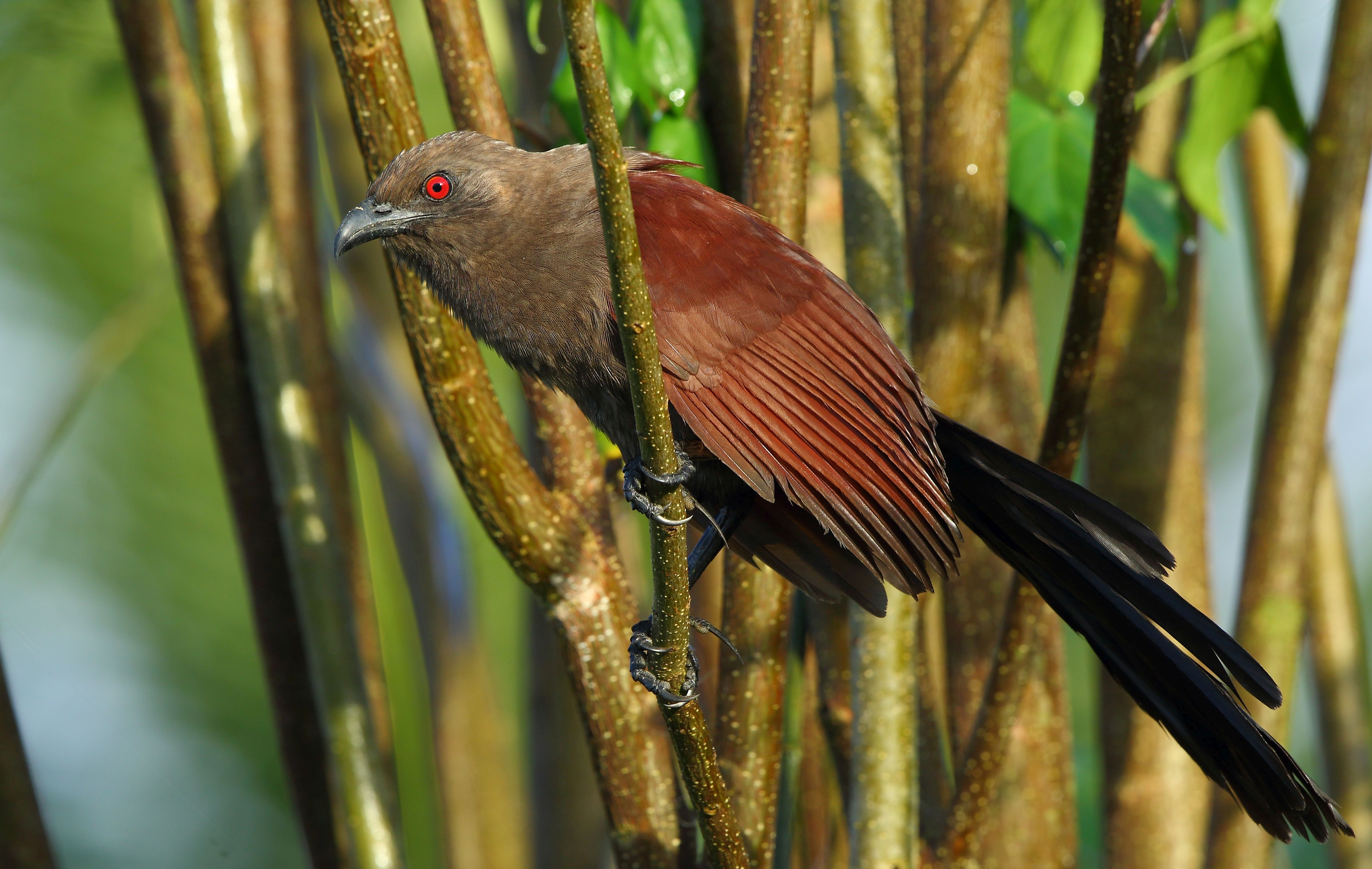
Андаманський коукал

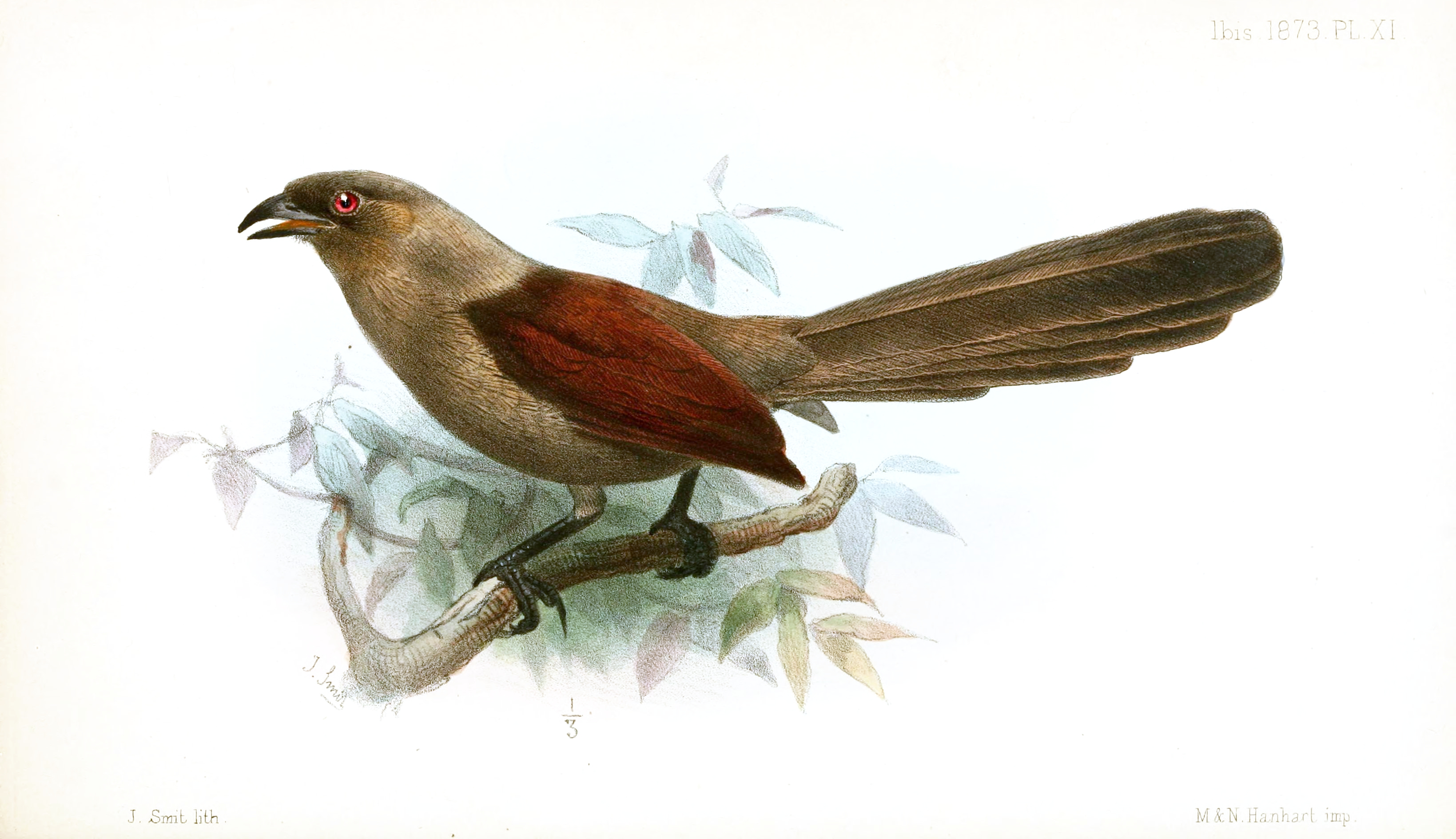
Андаманський коукал

Коука́л андаманський (Centropus andamanensis) — вид зозулеподібних птахів родини зозулевих (Cuculidae). Мешкає на Андаманських і Кокосових островах в Індійському океані. Раніше вважався підвидом рудокрилого коукала, однак був визнаний окремим видом.

## Опис
Довжина птаха становить 38-48 см, вага 234 г. Самиці є дещо більшими за самців. Забарвлення голова, верхньої частини спини і нижньої частини тіла варіюється від охристого до сірого, решта спини і крила рудувато-коричневі, крила мають бронзові края, хвіст бронзовий. Райдужки червоні, червонувато-карі або жовті, дзьоб і лапи чорні.

## Поширення і екологія
Андаманські коукали мешкають на Андаманських островах та на островах Коко і Тейбл в архіпелазі Кокосових островів. Вони живуть в тропічних лісах, на узліссях і галявинах, в рідколіссях і садах, в мангрових заростях, на рисових полях і плантаціях цукрової тростини. Живляться комахами та іншими безхребетними, а також дрібними жабками і ящірками. Гніздування припадає на сезон дощів (з травня по липень). Гніздо робиться з гілок, трави і листя, розміщується на деревах. В кладці 2-3 яйця.